# Volvo TR670-serie
De Volvo TR670-serie was een taxi geproduceerd door Volvo tussen 1930 en 1937. De modelnaam staat voor TRafikvagn ("taxi" in het Zweeds), 6 cilinders, 7 zitplaatsen. Het derde getal geeft de versie aan.

## TR670 - 674
Met de introductie van de zescilinder PV651 in 1929, had Volvo de beschikking over een model dat groot en robuust genoeg was om concurrerend te zijn op de taximarkt. De TR670-serie werd geïntroduceerd in februari 1930. Volvo verlengde daartoe de wielbasis van de PV651 met 15 cm (tot 3,1 m), waardoor de auto veranderde in een zevenpersoons auto, met twee opklapbare stoeltjes in het passagierscompartiment.
De auto werd gebouwd in twee versies: de TR S (Stad) had een glazen afscheidingswand tussen de chauffeur en de passagierszitplaatsen. Deze versie had een verhoogde daklijn, zodat de heren hun hoge hoed op konden houden tijdens de rit. De TR L (Landsort, “platteland”) had geen scheidingswand en had dezelfde daklijn als de PV651. Vrij snel na hun introductie werden deze modellen omgedoopt tot respectievelijk de TR671 en de TR672. Net als bij de 650-serie werden ze ook aangeboden als commercieel chassis.
In het voorjaar van 1931 werden deze modellen opgevolgd door de TR673 en TR674. Deze nieuwe versies hadden een grotere carrosserie, om de passagiers meer ruimte te bieden. In januari 1932 kregen alle taxi's de sterkere 3.366 cc EB-motor en een versnellingsbak met gesynchroniseerde tweede en derde versnelling.

### Versies
- TR670: 1930 - 1934, 88 auto's gebouwd, commercieel chassis
- TR671: 1930 - 1931, met tussenwand en hoger dak
- TR672: 1930 - 1931, zonder tussenwand
- TR673: 1931 - 1934, 233 auto's gebouwd, met tussenwand en hoger dak
- TR674: 1931 - 1934, 138 auto's gebouwd, zonder tussenwand

Totale productie van de TR671 en 672: 200 auto's.

## TR676 - 679
In april 1934 werden de taxi's opgewaardeerd met een nieuw, sterker chassis, kleinere 17-inch velgen en een volledig stalen carrosserie, zonder houten frame. De wielbasis werd voor een deel van de modellen opnieuw verlengd met 15 cm, tot 3,25 m.

### Versies
- TR675: 1934, 2 auto's gebouwd, commercieel chassis op 3,1 m wielbasis
- TR676: 1934 - 1935, 29 auto's gebouwd, met tussenwand, hoger dak en 3,1 m wielbasis
- TR677: 1934, 2 auto's gebouwd, commerciel chassis op 3,25 m wielbasis
- TR678: 1934 - 1935, 39 auto's gebouwd, met tussenwand, hoger dak en 3,25 m wielbasis
- TR679: 1934, 114 auto's gebouwd, zonder tussenwand, 3,25 m wielbasis

## TR701 - 704
In 1935 heeft Volvo de taxi's nog een keer vernieuwd. De auto's werden voorzien van de krachtigere 3670 cc EC-motor en kregen een iets aerodynamischer gevormde V-vormige radiateur. De TR670-serie werd opgevolgd door de in 1937 geïntroduceerde Volvo PV800-serie.

### Versies
- TR701: 1935 - 1937, 214 auto's gebouwd, met tussenwand en 3,1 m wielbasis
- TR702: 1935 - 1937, 11 auto's gebouwd, commercieel chassis
- TR703: 1935 - 1937, 181 auto's gebouwd, met tussenwand
- TR704: 1935 - 1937, 530 auto's gebouwd, zonder tussenwand

Huidige modellen:
EC40 · 
EX30 · 
S60-V60 · 
S90-V90 · 
XC40 · 
XC60 · 
XC90 · 
EX90
Modellen geïntroduceerd na 1965:
100-serie · 
164 · 
200-serie · 
262C · 
66 ·
300-serie · 
400-serie ·
480 ·
700-serie · 
850 · 
900-serie · 
C30 · 
C70 · 
S40 · 
S70 · 
S80 · 
V40 ·
V40 Classic ·
V50 · 
V70-XC70
Modellen geïntroduceerd voor 1965:
ÖV4 · 
PV4 · 
PV650-serie ·
TR670-serie ·
PV36 ·
PV800-serie ·
PV50-serie · 
PV444 ·
PV60 ·
Duett ·
P1900 ·
Amazon · 
PV544 ·
P1800
Conceptauto's:
Philip ·
VESC ·
ECC ·
YCC ·
ReCharge ·
Concept You